# Branding sensorial
El Branding Sensorial es la creciente práctica de branding que explora nuevas maneras de transmitir al público una identidad de marca, creando todo tipo de refuerzo positivo a través de técnicas de estimulación que apelen a los sentidos del consumidor, un ejemplo de branding sensorial sería, cuando las panaderías dejan salir ese olor de pan recién horneado que nos invita a entrar y comprar.
Este tipo de estrategia se basa en que aproximadamente el 80% de las decisiones que toman las personas son subconscientes, por esta razón la importancia de desarrollar la emoción en las personas.
Durante mucho tiempo la atención a los sentidos se concentraba en la vista. Todo se articulaba en torno a lo que captaba el consumidor a través de sus ojos y hasta la identidad de la marca era esencialmente visual, como expresaban los manuales de identidad visual corporativa.

## Características
- Se diversifica en los 5 sentidos (vista, gusto, olfato, oído, tacto)
- Estímulos positivos hacia las marcas
- Se relaciona con el consumidor a nivel emocional